# Werner Milch (Jurist)
Werner Wolfgang Eberhard Milch (* 15. November 1903 in Wilhelmshaven; † 17. November 1984 in Hemer) war ein deutscher Jurist und Offizier der Wehrmacht. Sein Bruder war der Generalfeldmarschall und Luftwaffen-Generalinspekteur im Dritten Reich Erhard Milch, zu dessen Verteidigern er 1947 im sogenannten Nürnberger Milch-Prozess gehörte.

## Leben

### Familie, Studium und Karrierebeginn
Werner Milch wurde 1903 in Wilhelmshaven als Sohn von Anton Milch, Oberstabsapotheker der kaiserlichen Marine, geboren. Im Jahr 1905 zog Anton Milch mit seiner Ehefrau Clara geb. Vetter (1864–1949), seinen zwei Söhnen und drei Töchtern nach Gelsenkirchen und übernahm dort die Neue Apotheke. Die Eltern von Clara Auguste Wilhelmine geb. Vetter waren 1893 von Berlin nach Wilhelmshaven gezogen. Antons Milchs Familie sowie seine Schwiegermutter Augusta Vetter zogen später nach Berlin. Das Berliner Haus wurde im Bombenkrieg zerstört, Clara Milch floh nach Lüneburg, wo ihre Tochter Herta verh. Herrmann wohnte.
Werner Milch besuchte ab 1910 das Grunewald-Gymnasium und legte das Abitur im März 1923 ab. Zunächst studierte er an der Technischen Hochschule Danzig in Langfuhr, ab Ostern 1925 Jura an der Friedrich-Wilhelms-Universität Berlin. Am 28. Juni 1928 bestand er die erste juristische Staatsprüfung, am 20. Mai 1930 die Promotion zum Doctor iuris utriusque. Im vierten Semester war ihm die Preußische Rettungsmedaille am Band verliehen worden. Bis 1933 arbeitete Milch in der Kanzlei von Erich Koch-Weser, dann, bis zur Einberufung zur Wehrmacht, bei den Berliner Gas-Werken GASAG.
Im Jahr 1935 heiratete er Ursula Kayser (1913–2013), Pfarrerstochter aus Wehringhausen. Nach dem Krieg wohnte die Familie zunächst in Hagen, ab 1. Januar 1952 in Deilinghofen.

### Zweiter Weltkrieg
Mit der Mobilmachung am 26. August 1939 wurde Rechtsanwalt Werner Milch als Leutnant der Reserve zur Wehrmacht eingezogen und dem Stab Artillerieregiment 603 (mot) zugewiesen, mit dem er den Überfall auf Polen, Westfeldzug und den Angriff auf die Sowjetunion erlebte, bis er am 1. Juni 1942 zur 7. Flieger-Division übertrat, die am 1. Mai 1943 in 1. Fallschirmjäger-Division umbenannt wurde.
Zu Beginn des Überfalls auf Polen wurde der Stab unter dem XIX. Armeekorps bei der 4. Armee eingesetzt, dem außerdem die II. Abteilung vom Artillerie-Regiment 48, die II. Abteilung vom Artillerie-Regiment 68 und die schwere Artillerie-Abteilung 601 (mot) unterstanden und die von Pommern aus gegen Warschau vorstieß. Zu Beginn des Frankreichfeldzuges unterstand der Stab dem III. Armeekorps bei der 12. Armee, die durch die Ardennen zur französischen Kanalküste vorstieß.
Beim Feldzug gegen die UdSSR wurde der Stab fest dem II. Armeekorps unter der 16. Armee zugeteilt. Das Armeecorps überquerte südlich von Schloßberg die litauische Grenze. Zusammen mit dem VI. Armeekorps erzwang es den Durchbruch zwischen Mariampol und Kalvarija. Am 25. Juni überschritt es bei Kowno die Memel, und am 3. Juli östlich von Dünaburg bei Kraslava die Düna. Bis zum 8. Juli wurde die Sarjanka erreicht. Anschließend war das Korps an der Kesselschlacht von Newel beteiligt. Schließlich stieß es zur Lowat vor, am 2. August wurde Cholm genommen. Bis zum Jahresende folgten Kämpfe im Raum Demjansk und im Waldai-Gebiet.
Werner Milch, inzwischen zum Oberleutnant beförderte und zur Luftwaffe, zur 7. Flieger-Division versetzt, besuchte die Sprungschule in Stendal. Unter Eugen Meindl und Walter Koch war er als Batterieoffizier der 5. Batterie im Mittelabschnitt der Ostfront u. a. zur Verteidigung des Flugplatzes Schaikowka eingesetzt. Nach schweren Verlusten waren bis Mitte April 1942 alle Verbände der „Gruppe Meindl“ aus der Ostfront herausgelöst.
Im Sommer 1942 wurde in Frankreich aus Teilen der 7. Flieger-Division, zu denen die II. Abteilung des Fallschirm-Artillerie-Regiments gehörte, die Brigade Ramcke gebildet. Sie kämpfte in der zweiten Hälfte des Jahres in Afrika, wo Milchs 10,5-cm-Leichtgeschütz 40-Zug, II. Fj. Art. Rgt. 7, im Deir Alinda besonders erfolgreich war. Anschließend wurde in Südfrankreich unter anderem aus der Brigade Ramcke die 2. Fallschirmjäger-Division aufgestellt.
Am 10. Juli 1943 landeten die Alliierten auf Sizilien (Operation Husky), als Folge davon wurde der Fall Achse ausgelöst und die 2. Fallschirmjäger-Division nach Italien geflogen. Hauptmann Milch drang am 11. September 1943 mit seiner 4. Batterie in Rom ein, wurde an der Cestius-Pyramide verwundet und besetzte das Trappistenkloster Tre Fontane.
Im November 1943 wurde die 2. Fallschirmjäger-Division in die Ukraine verlegt. Hauptmann Milch, Kommandeur der II. Abteilung des Artillerie-Regiments, die für das Unternehmen „Advent“ mit Beutewaffen ausgerüstet war (drei 8,8-cm-FlaK 18/36/37, zwei 7.62 cm Pak 36r, vier 10,5-cm-leichte Feldhaubitze 18 und einer 45-mm-Panzerabwehrkanone M1937 (53-K)), kämpfte danach im Raum Shitomir und Nowgorodka. Von Petki Rückzug über Talnoje nach Novo Archangelsk. Am 4. März 1944 begann im Abschnitt der Division die russische Offensive gegen die Heeresgruppe Süd, in deren Verlauf sich die Division in schweren Rückzugskämpfen bis Mitte April 1944 hinter den Dnjestr zurückziehen musste. Sie verlor innerhalb des Monats März 1937 von 2468 Mann. Nachdem die Rote Armee am 25. April 1944 bei Butor einen Brückenkopf über den Dnjestr gebildet hatte, war die 2. Fallschirmjäger-Division am 10. und 11. Mai 1944 am Gegenstoß, am Unternehmen „Bollwerk“ beteiligt. Danach wurde die Division aus der Front gezogen und nach Deutschland, Köln-Wahn, verlegt.
Im Mai 1944 wurde das Fallschirm-Granatwerfer-Bataillon 2 der 2. Fallschirmjäger-Division aufgestellt. Im August 1944 stand das „Fallschirm-Granatwerfer Lehr- und Versuchsbataillon“, mit 36 Granatwerfern, dem in Saint-Nicolas-de-Port noch 400 Mann zugeführt wurden. Ende des Monats wurde das Bataillon über Lunéville und Nancy in die Moselstellung verlegt und zu deren Verteidigung der Kampfgruppe Oberst Hans Eggersh unterstellt, die wiederum der 553. Grenadier-Division unterstellt war. Das Bataillon konnte wegen des Vormarsches der alliierten Truppen nicht mehr der 2. Fallschirmjäger-Division zugeführt werden.
Als in Flavigny-sur-Moselle im September 1944 ein US-Bataillon einen Brückenkopf östlich der Mosel bildete, stieß Hauptmann Milch aus eigenem Entschluss mit einem Stoßtrupp zur Brücke vor. Die Moselstellung wurde Mitte September geräumt, im Oktober wurde das Bataillon aus dem Verband der 553. Grenadier-Division in die Ruhestellung nach Weißewarte entlassen. Es wurde als Fallschirmjäger-Granatwerfer-Ausbildungsbataillon im März 1945 erneut in Marsch gesetzt und erreichte am 20. März 1945 Hamminkeln. Am 24. März 1945 wurden dort im Rahmen der Operation Varsity Fallschirmjäger der Alliierten abgesetzt. Es folgten Rückzugsgefechte entlang der Route Isselburg, Winterswijk, Lingen (Ems), Rheine, Bad Bentheim, Meppen, Haselünne, Friesoythe, Edewecht, Osterscheps nach Jaderberg / Seefeld, wo das bis dahin selbständige Bataillon das Kriegsende nach der Teilkapitulation der Wehrmacht in Nordwestdeutschland auf dem Timeloberg bei Wendisch Evern am 4. Mai „mit militärischen Ehren“ erlebte. Der Adjutant des Kommandeurs hatte sich vorher mit dem Tross unerlaubt vom Bataillon abgesetzt, wohingegen Hauptmann Milch selbst kurz zuvor noch am Edewechter Damm einen feindlichen Panzer abschoss. Von Jaderberg ging Milch mitsamt seinem Bataillon und unter Beibehaltung der Kommandostruktur und Verantwortungen im Fußmarsch mitsamt 120 Pferden um den Jadebusen herum ins Internierungslager Hooksiel.

### Nach dem Krieg
Nach der Entlassung aus der Kriegsgefangenschaft war Milch erneut als Jurist tätig. Unter anderem verteidigte er als assoziierter Anwalt von Friedrich Bergold seinen Bruder Erhard Milch im Milch-Prozess, einem der zwölf Nürnberger Nachfolgeprozesse. Mit ihrer Verteidigungsstrategie, den Angeklagten als unpolitischen Militär darzustellen, der unter Befehlszwang stand und keine persönliche Verantwortung besaß, scheiterten sie. Der Prozess fand öffentliche Beachtung, wobei mitunter auch die Verteidigung Erhard Milchs durch seinen Bruder Werner Milch thematisiert wurde.

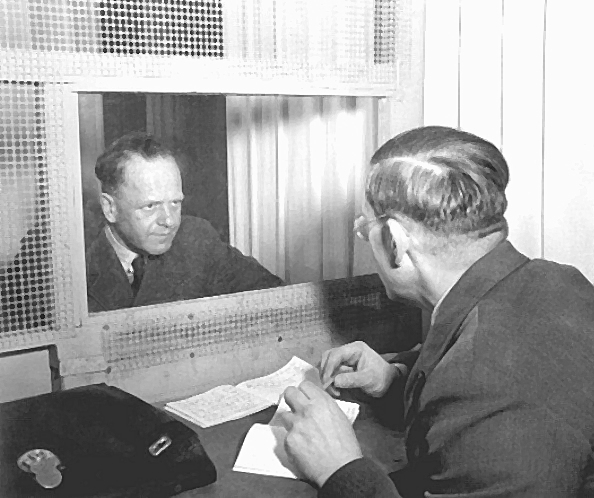
Werner Milch (rechts) mit seinem Bruder Erhard als Angeklagtem im Besucherzimmer des amerikanischen Militärgerichtshofs in Nürnberg

Später arbeitete er bis zu seinem Tod als Rechtsanwalt in Hemer.
1961 veröffentlichte Werner Milch einen Aufsatz über seine Erlebnisse als Fallschirmartillerist in Italien.

## Auszeichnungen
- 1940 Eisernes Kreuz II. Klasse,
- 19. Juli 1941 Verwundetenabzeichen in Schwarz
- 18. Februar 1942 Eisernes Kreuz I. Klasse
- November 1943 Verwundetenabzeichen in Silber
- 15. April 1944 Deutsches Kreuz in Gold
- 9. Januar 1945 Ritterkreuz des Eisernen Kreuzes

## Publikationen
- Die Luftfahrzeughypothek. Dissertation, Neustrelitz 1930.
- Als Fallschirmartillerist in Rom. Bei den Mönchen des Klosters „Tre Fontane“. In: Der deutsche Fallschirmjäger. 1961, Heft 2, S. 9–10.